# Emilio Frugoni

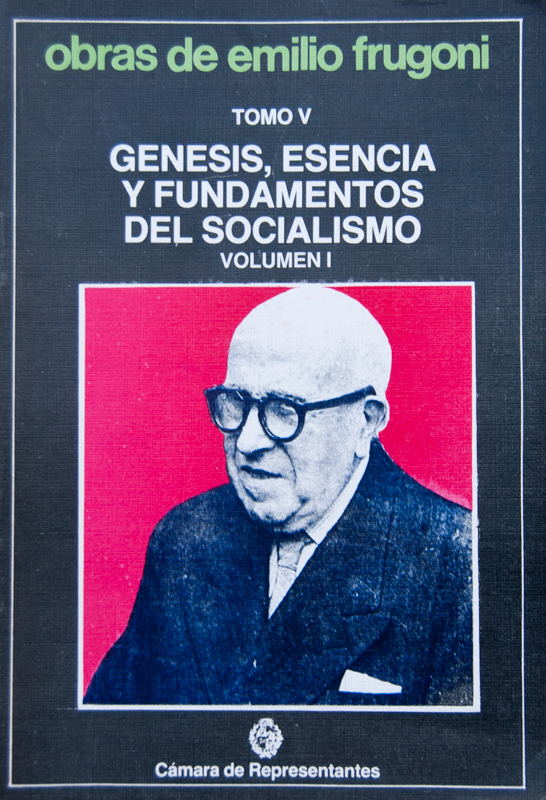
Frugoni auf dem Bucheinband seiner gesammelten Werke

Dr. Emilio Frugoni (* 30. März 1880 in Montevideo; † 28. August 1969) war ein uruguayischer Politiker, Jurist, Dichter, Essayist und Journalist. Er ist der Gründer der Partido Socialista del Uruguay und war ab 1910 ihr erster Abgeordneter im Repräsentantenhaus und nach Alfredo Palacios in Argentinien (1904) der zweite sozialistische Abgeordnete in Lateinamerika.

## Leben

### Frühere Aktivitäten
Geboren 1880 als eines von vier Kindern des Domingo Frugoni und der Josefina Queirolo, schloss sich Frugoni während des Bürgerkrieges José Batlle y Ordóñez an und erreichte den Rang eines Leutnants. Im Dezember 1904 schrieb er seine Profesión de fe socialista, welche in der Zeitung El Día veröffentlicht wurde. Dieser Artikel gab den Anstoß zur Gründung der Partido Socialista del Uruguay. 1910 wurde die PSU gegründet.

### Opposition zur Diktatur
1920 wurde auf einem Kongress die PSU in die Partido Comunista de Uruguay (PCU) (auf Deutsch: Kommunistische Partei Uruguays) umbenannt. Frugoni lehnte den Kommunismus ab und gründete die PSU als antikommunistische Partei neu. In den Wahlen von 1928 erhielt die PCU 3.911 Stimmen, die PSU 2.931. Er geriet in Opposition zu dem Diktator Gabriel Terra, wurde inhaftiert und ging dann ins Exil. 1942 wurde er Gesandter Uruguays in der Sowjetunion, trat aber 1946 von diesem Amt zurück und kehrte nach Montevideo zurück, nachdem er die sowjetische Politik hart kritisiert hatte.

### Movimiento Socialista
Im Januar 1963 überwarf sich Frugoni mit seiner Partei und gründete die Partei Movimiento Socialista, mit welcher er 1966 zu den Wahlen antrat. Nach seinem Tod ging die Movimiento Socialista eine enge Allianz mit der PSU ein und ist heutzutage Teil der regierenden Frente Amplio.

## Werke
- La Esfinge Roja
- Génesis, esencia y fundamentos del Socialismo
- Las tres dimensiones de la democracia
- De Montevideo a Moscú
- Poemas Montevideanos
- La Elegia Unánime, Editorial Losada, S.A., Buenos Aires 1942
- Ensayos sobre el Marxismo
- La revolución del machete